# Estadio Municipal Reina Sofía
El Estadio Municipal Reina Sofía es un estadio de fútbol ubicado en la ciudad de Salamanca (España). Se abrió al público en el año 2021 y tiene capacidad para 4895 espectadores. 
Actualmente disputa en él sus partidos el Unionistas de Salamanca CF y el Real Salamanca Monterrey CF.

## Historia
En el año 2019 Unionistas de Salamanca y el Real Salamanca Monterrey acordaron compartir el uso de las instalaciones municipales Reina Sofía con el visto bueno del Ayuntamiento de Salamanca. El pacto incluyó llevar a cabo el acondicionamiento del campo con la finalidad de ampliarlo y modernizarlo. El proyecto incluía la construcción de tres graderíos, con la idea de ir aumentando el aforo hasta 4.895 localidades, y la instalación de nueva iluminación, asientos y videomarcadores. Asimismo, se llevaría a cabo la construcción de seis vestuarios principales para los equipos y uno para los árbitros, dos recintos destinados a servicios y mantenimiento y un edificio contiguo con aseos y un local para habilitar en él un quiosco y un bar al objeto de dar servicio al público que pueda acudir a estas instalaciones. Por otro lado, también se acuerda la construcción de un campo de fútbol-7 anexo al estadio.

### Construcción
Las obras comenzaron a finales de 2019. Si bien el plazo de ejecución era de 6 meses, tanto la pandemia del COVID-19 como otros retrasos en la obra supusieron que la fecha de inauguración se retrasase hasta el año 2021. Durante dicho año, el Ayuntamiento se vio obligado a romper el contrato con la empresa adjudicataria debido al incumplimiento de los plazos, licitando de nuevo la obra.  
El público accedió por primera vez al estadio durante la temporada 2021-2022, si bien la finalización de la obra fue en el año 2022. 

### Inauguración
Aunque fue en enero de 2021, finalizando las obras a lo largo de dicho año, en octubre de 2020 (tras obtener luz verde del Ayuntamiento y de sus socios), Unionistas de Salamanca decidió iniciar la temporada 2020-21 jugando sus partidos a puerta cerrada, con independencia de la pandemia, en las nuevas instalaciones. 
El primer partido oficial disputado en el renovado estadio fue, por tanto, Unionistas de Salamanca CF - UD Santa Marta correspondiente a la semifinal de la fase regional de la Copa RFEF, (disputado el 26 de septiembre de 2020 y finalizado con victoria del Unionistas de Salamanca por 1-0).

### Cambio de césped
Siguiendo los requisitos de la RFEF para su categoría reina, la Primera RFEF, en el verano de 2022 se cambia el césped del estadio, pasando a ser natural. El coste del cambio lo asumió Unionistas de Salamanca CF ante la negativa del Ayuntamiento de la ciudad. Para ello, realizó una campaña de financiación a través de socios y simpatizantes que logró recaudar el importe necesario (300.000 €) en menos de una semana.
Dicha obra supuso también la ampliación de los dos campos de fútbol-7 a un campo de fútbol-11 (con capacidad para dos campos de fútbol-7 transversales) y la construcción de locales, así como de palcos y cabinas de prensa (todo ellos sufragado por Unionistas de Salamanca CF).

## Anexo
En el proyecto de construcción del estadio, también se incluyen dos campos anexos de fútbol 7, con equipamiento de iluminación, riego y una pequeña grada techada con asientos.
En el otoño de 2022 se ampliaron estos dos campos de fútbol-7, para construir un campo de fútbol-11. Esta modificación es necesaria para los entrenamientos y partidos de la cantera de Unionistas de Salamanca y otros equipos, debido al cambio de superficie en el campo principal.